# Béatrice von Siebenthal
Béatrice von Siebenthal (Berna, 6 luglio 1964) è un'allenatrice di calcio ed ex calciatrice svizzera, di ruolo centrocampista, dal 2004 al 2012 commissario tecnico della nazionale di calcio femminile della Svizzera.

## Carriera

### Allenatrice

#### Nazionale
Dal 2004 la Federcalcio svizzera le affida la conduzione tecnica della nazionale femminile. Negli otto anni della gestione von Siebenthal, la nazionale svizzera disputa tre qualificazioni agli Europei di Inghilterra 2005, Finlandia 2009 e Svezia 2013, e due ai Mondiali di Cina 2007 e Germania 2011, sfiorando in quest'ultimo l'accesso alla fase finale di un importante torneo, opportunità sfumata a vantaggio dell'Italia che riuscì in quell'occasione a vincere il doppio confronto per determinare l'ultima nazionale della zona UEFA a partecipare al mondiale.
Invitata alla Cyprus Cup dall'edizione 2010, sotto la sua guida tecnica conferma l'ottima competitività dell'organico classificandosi al secondo posto del gruppo B per poi disputare, perdendola, la finale per il terzo posto con i Paesi Bassi, mentre in quella successiva, dopo aver chiuso la fase a gironi perdendo tutti e tre incontri del gruppo B, deve accontentarsi dell'undicesimo e penultimo posto, ottenuto superando l'Irlanda del Nord per 2-1 nella finalina di fine torneo.
von Siebenthal dirige le rossocrociate sedendo sulla panchina nell'ultimo incontro del 24 novembre 2011, dove la Svizzera si impone per 8-1 sul Kazakistan; nel gennaio 2012 la federazione svizzera annuncia il suo avvicendamento con la tedesca Martina Voss-Tecklenburg.